# ISO 3166-2:AQ
ISO 3166-2:AQ是國際標準化組織訂定南極洲各行政區的代碼，屬於ISO 3166-2的子集。
目前由於南極條約體系規定南極應只用於和平目的，南極洲不屬於任何一個國家，國際標準化組織亦未幫南極訂定任何代碼。
ISO 3166-1所定義的南極代碼「AQ」實際範圍為南緯60度線，也就是除了南極洲土地以外，南冰洋水域也屬於代碼訂定的範圍內。